# Grégoire (catholicos nestorien)
Pour les articles homonymes, voir Grégoire.
Grégoire fut trente-deuxième catholicos de l'Église de l'Orient de 605 à 609.

## Biographie
Il était originaire de Perat de Maïsan (actuelle Bassora) et fut à Séleucie-Ctésiphon l'élève d'Isaïe, le premier « interprète » de la Bible (mpachqana) de l'école patriarcale fondée dans la capitale par le catholicos Mar Aba Ier. La Chronique de Séert (II, 80) insiste sur sa « belle prestance » et sa « grande beauté ». Après la mort du catholicos Sabricho Ier à Nisibe en août ou septembre 604, le mieux placé pour la succession était Grégoire de Kachkar, métropolite de Nisibe, chassé de son siège par l'alliance d'Hénana d'Adiabène, directeur de l'École de Nisibe qu'il avait condamné pour hétérodoxie, et de médecins et d'astrologues chrétiens du roi Khosrô II Parviz (Aba de Kachkar, Abraham de Nisibe, Jean Sengori de Nisibe, Gabriel de Singar…) dont il avait excommunié certains pour polygamie. Le roi, absent de la capitale, approuva son élection, mais l'astrologue Aba de Kachkar et le médecin Abraham de Nisibe s'allièrent à la reine Chirin, une chrétienne jacobite, pour l'empêcher. Ils firent croire au synode électoral, réuni sur ordre royal, que le « Grégoire » désigné par Khosrô était Grégoire de Maïsan. Après coup, le roi fut quelque peu contrarié qu'on eût ainsi abusé de ses instructions, mais il accepta l'élu car, selon la Chronique de Séert, « il fut ravi de la beauté de son visage ».
Le nouveau catholicos se révéla ensuite indigne de sa charge, suscitant à la fois, par son âpreté au gain et sa corruption, l'affliction des chrétiens et le mépris du roi. Toujours selon la Chronique de Séert, celui-ci ordonna de le représenter sur les éventails dont il se servait : tantôt palpant une poule pour savoir si elle était grasse ou non, tantôt examinant une pièce d'or qu'il retournait dans sa main, tantôt avec une jeune fille sur les genoux.
Khosrô, s'étant emparé de la forteresse byzantine de Dara, y avait trouvé toute une bibliothèque de livres chrétiens qu'il obligea le catholicos à lui acheter pour vingt mille statères d'argent. Les communautés chrétiennes furent mises à contribution, et cette ponction s'ajouta aux exigences déjà grandes de Grégoire. À la mort de celui-ci, après quatre ans de pontificat, le roi fit confisquer ses biens et fit même emprisonner ses disciples jusqu'à ce qu'ils lui eussent livré tout l'argent. Ensuite, il refusa d'autoriser l'élection d'un successeur, et le siège de catholicos resta vacant jusqu'à sa propre mort (609-628).  